# Nürgüt
Nürgüt è un comune dell'Azerbaigian situato nel distretto di Ordubad.